# پیش از آنکه شیطان بفهمد مرده‌ای
پیش از آنکه شیطان بفهمد مرده‌ای (انگلیسی: Before the Devil Knows You're Dead) فیلمی در ژانر سرقت به کارگردانی سیدنی لومت است که در سال ۲۰۰۷ منتشر شد. این آخرین فیلم به کارگردانی سیدنی لومت میباشد.

## خلاصه داستان
این فیلم داستان دو برادر است که در اوج مشکلات مالی و زناشویی تصمیم گرفته‌اند با سرقت از جواهرفروشی پدرومادرشان به نان و نوای برسند و با فرض این‌که شرکت بیمه ضرر والدین را جبران خواهد کرد، سعی دارند بر زشتی عمل خود سرپوش بگذارند…

## بازیگران
- فیلیپ سیمور هافمن
- ایتن هاک
- مریسا تومه
- آلبرت فینی
- الکسا پالادینو
- مایکل شنون
- امی رایان
- رزماری هریس
- لئوناردو چیمینو
- برایان اف. اوبرن